# Xylotrechus buquetii
Xylotrechus buquetii là một loài bọ cánh cứng trong họ Cerambycidae.